# 聚花野丁香
聚花野丁香（学名：Leptodermis glomerata）为茜草科野丁香属下的一个种。

## 扩展阅读
- 維基物種上的相關：聚花野丁香